# 소재원
소재원(1984년 1월 7일~)은 대한민국의 작가다.

## 주요작품
- 영화 비스티보이즈 원작자 (2008년)
- 소설 아비 (2008)
- 소설 형제 (2009)
- 영화 소원 원작자 (2013년) 소설 소원 (2013)
- 영화 터널 원작자 (2016년) 소설 터널 (2013)
- 소설 기억을 잇다 (2016)
- 드라마 MBC 이별이 떠났다 극본 (2018년)
- 소설 행복하게 해줄게 (2019)
- 소설 이야기 (2021) 대표작
- 영화   공기살인 원작자.각색 (2022)
- 에세이 벼랑 끝이지만 아직 떨어지진 않았어 (2024)

## 생애
1984년에 전라북도 익산에서 태어나, 어렸을 때 부모님의 이혼으로 미술선생님이셨던 아버지 밑에서 성장했다. 이후 2008년에 소설 《나는 텐프로였다》로 데뷔하였고, 같은 해에 윤종빈 영화 감독이 《나는 텐프로였다》를 《비스티 보이즈》라는 제목의 영화로 영화화됐다.
이후 이준익 감독, 설경구 주연의 영화 소원의 원작 소설 <소원-희망의 날개를 찾아서> 김성훈 감독, 하정우 주연의 터널의 원작 소설 <터널-우리는 얼굴없는 살인자였다> 등으로 대중의 사랑을 한몸에 받는 소설가가 되었다.
뿐만 아니라 2016년 더불어민주당 중앙당 윤리심판위원으로 활동하면서 갑질과 부도덕한 의원들에 대한 징계에 적극적인 위원 중 한명이었다. 한창 총선이 있던 시기였기에 공천권이 박탈당할 위기에 놓인 한 국회의원을 소재원이 적극적으로 징계 절차를 진행하며 자신의 sns에 "제명하지 않은 걸 다행이라 여겨야한다”며 “재심 따위로 권력을 되찾으려 하지 말라” 등의 내용을 게시하기도 했다. 해당 국회의원이 소재원을 검찰에 고소를 하기도 했지만 혐의없음 판결을 받았고 해당 지역구는 다른 후보자가 공천되어 당선되었다
또 한 아동 성범죄 지킴이로 초록우산 어린이 재단과 함께 아동성범죄 공소시효 폐지를 이끌낸 성과를 기록하기도 했다.
현재 소재원의 소설 <그날> 과 <균> 역시 영화화 계약이 이루어졌으며 활발한 사회적 활동과 방송을 통해 대중들의 깊은 관심을 받고 있다.
<약자를 대변하는 소설가 소재원>이라는 수식을 가지고 있는 만큼 그는 사회적 약자들을 위한 일들에 힘을 많이 쓰고 있으며 소설 속에서도 약자들이 주인공인 경우가 대부분이다.
소재원 작가는 대한민국 최초로 자신의 원작소설을 가지고 영화, 드라마를 직접 집필한 작가이기도 하다. 천재작가라고 불리기도 하며 아시아와 유럽에서 사랑 받는 작가로 성장했다.